# Maltese Premier League (2002/2003)
Premier League Malti 2002/2003 – była 88. edycją najwyższej klasy rozgrywkowej piłki nożnej na Malcie.
Brało w niej udział 10 drużyn, które w okresie od 24 sierpnia 2002 do 11 maja 2003 rozegrały 28 kolejek meczów.
Obrońcą tytułu była drużyna Hibernians.
Mistrzostwo po raz dwudziesty czwarty w historii zdobyła drużyna Sliema Wanderers.

## Drużyny
| Uczestnicy poprzedniej edycji | Uczestnicy poprzedniej edycji | Uczestnicy poprzedniej edycji | Uczestnicy poprzedniej edycji |
| --- | ----------------------------- | ----------------------------- | ----------------------------- |
| HIB | Hibernians                    | Paola                         | 1                             |
| SLI | Sliema Wanderers              | Sliema                        | 2                             |
| BIR | Birkirkara FC                 | Birkirkara                    | 3                             |
| VAL | Valletta FC                   | Valletta                      | 4                             |
| FLO | Floriana FC                   | Floriana                      | 5                             |
| ĦAM | Ħamrun Spartans               | Ħamrun                        | 6                             |
| PIE | Pietà Hotspurs                | Pietà                         | 7                             |
| MRS | Marsa                         | Marsa                         | 8                             |
| Awans z Maltese First Division |                               |                               |                               |
| MRS | Marsaxlokk FC                 | Marsaxlokk                    | 1                             |
| MOS | Mosta                         | Mosta                         | 2                             |
| Oznaczenia: - kolumna pierwsza – skróty nazw drużyn, - kolumna trzecia – siedziba klubu, - kolumna czwarta – miejsce zajęte w poprzednim sezonie. |                               |                               |                               |

## Format rozgrywek
Rozgrywki składały się z dwóch faz. W pierwszej drużyny grały ze sobą dwukrotnie, raz u siebie i raz na wyjeździe.
W drugiej fazie liga została podzielona na dwie grupy.
Sześć najlepszych drużyn grających o tytuł oraz miejsca startowe w międzynarodowych rozgrywkach, zaś pozostałe o pozostanie w lidze. Punkty zdobyte w fazie zasadniczej zostały podzielone z zaokrągleniem w górę.

## Faza zasadnicza
| Lp. | Drużyna          | M  | Z  | R | P  | B+ | B- | +/– | Pkt | Kwalifikacja      |  | SLM | BKR | VLT | HIB | PTA | MXK | FRN | ĦMR | MRS | MST |
| --- | ---------------- | -- | -- | - | -- | -- | -- | --- | --- | ----------------- |  | --- | --- | --- | --- | --- | --- | --- | --- | --- | --- |
| 1   | Sliema Wanderers | 18 | 14 | 2 | 2  | 51 | 16 | +35 | 44  | grupa mistrzowska |  |     | 3–3 | 2–1 | 2–3 | 5–0 | 2–0 | 1–0 | 2–0 | 3–1 | 4–0 |
| 2   | Birkirkara       | 18 | 13 | 1 | 4  | 46 | 24 | +22 | 40  | grupa mistrzowska |  | 1–3 |     | 1–3 | 0–3 | 2–1 | 4–2 | 1–2 | 4–2 | 3–0 | 2–0 |
| 3   | Valletta         | 18 | 12 | 1 | 5  | 42 | 18 | +24 | 37  | grupa mistrzowska |  | 0–2 | 1–3 |     | 2–0 | 0–1 | 4–0 | 1–0 | 2–0 | 6–0 | 0–0 |
| 4   | Hibernians       | 18 | 9  | 3 | 6  | 35 | 26 | +9  | 30  | grupa mistrzowska |  | 2–0 | 1–3 | 2–5 |     | 1–0 | 1–2 | 4–1 | 3–2 | 2–2 | 2–2 |
| 5   | Pietà Hotspurs   | 18 | 6  | 5 | 7  | 19 | 22 | −3  | 23  | grupa mistrzowska |  | 2–2 | 0–1 | 0–3 | 0–1 |     | 2–0 | 1–1 | 1–1 | 2–2 | 3–0 |
| 6   | Marsaxlokk       | 18 | 7  | 0 | 11 | 27 | 38 | −11 | 21  | grupa mistrzowska |  | 0–3 | 1–3 | 3–5 | 0–4 | 1–0 |     | 1–3 | 1–3 | 2–0 | 3–0 |
| 7   | Floriana         | 18 | 6  | 2 | 10 | 22 | 31 | −9  | 20  | grupa spadkowa    |  | 2–5 | 0–3 | 1–2 | 1–0 | 0–0 | 2–0 |     | 0–1 | 1–3 | 1–3 |
| 8   | Ħamrun Spartans  | 18 | 5  | 2 | 11 | 25 | 40 | −15 | 17  | grupa spadkowa    |  | 0–5 | 2–3 | 2–1 | 0–3 | 2–3 | 1–4 | 2–0 |     | 2–3 | 2–2 |
| 9   | Marsa            | 18 | 4  | 4 | 10 | 25 | 45 | −20 | 16  | grupa spadkowa    |  | 0–5 | 0–6 | 1–2 | 2–2 | 0–1 | 1–3 | 2–3 | 2–1 |     | 1–1 |
| 10  | Mosta            | 18 | 2  | 4 | 12 | 14 | 46 | −32 | 10  | grupa spadkowa    |  | 1–3 | 0–3 | 0–4 | 2–1 | 0–2 | 1–4 | 1–4 | 1–2 | 0–5 |     |

## Faza finałowa
| Top Six  |                      |    |    |   |    |    |    |     |    |                                             |     |     |     |     |     |     |     |     |     |     |     |
| 1        | Sliema Wanderers (M) | 28 | 20 | 4 | 4  | 70 | 28 | +42 | 42 | Liga Mistrzów UEFA • I runda kwalifikacyjna |     |     | 3–2 | 0–2 | 3–0 | 2–1 | 3–0 |     |     |     |     |
| 2        | Birkirkara (P)       | 28 | 18 | 3 | 7  | 64 | 34 | +30 | 37 | Puchar UEFA • Runda kwalifikacyjna          |     | 0–0 |     | 7–2 | 2–1 | 2–0 | 0–1 |     |     |     |     |
| 3        | Valletta             | 28 | 16 | 5 | 7  | 57 | 31 | +26 | 35 | Puchar UEFA • Runda kwalifikacyjna          |     | 0–3 | 2–0 |     | 0–0 | 0–0 | 2–1 |     |     |     |     |
| 4        | Hibernians           | 28 | 14 | 5 | 9  | 53 | 36 | +17 | 32 | Puchar Intertoto UEFA (2003)                |     | 5–2 | 0–1 | 1–1 |     | 2–1 | 2–0 |     |     |     |     |
| 5        | Pietà Hotspurs       | 28 | 7  | 9 | 12 | 27 | 43 | −16 | 19 |                                             |     | 2–2 | 0–0 | 0–5 | 0–5 |     | 3–2 |     |     |     |     |
| 6        | Marsaxlokk           | 28 | 8  | 2 | 18 | 34 | 57 | −23 | 16 |                                             | 0–1 | 0–4 | 1–1 | 0–2 | 1–1 |     |     |     |     |     |     |
| Play-Out |                      |    |    |   |    |    |    |     |    |                                             |     |     |     |     |     |     |     |     |     |     |     |
| 7        | Ħamrun Spartans      | 24 | 8  | 5 | 11 | 32 | 43 | −11 | 21 |                                             |     |     |     |     |     |     |     |     | 0–0 | 1–1 | 3–1 |
| 8        | Floriana             | 24 | 8  | 6 | 10 | 32 | 34 | −2  | 20 |                                             |     |     |     |     |     |     | 1–1 |     | 5–1 | 1–1 |     |
| 9        | Marsa (S)            | 24 | 6  | 6 | 12 | 33 | 53 | −20 | 16 | Spadek do Maltese First Division            |     |     |     |     |     |     |     | 0–1 | 0–0 |     | 5–1 |
| 10       | Mosta (S)            | 24 | 2  | 5 | 17 | 17 | 60 | −43 | 6  | Spadek do Maltese First Division            |     |     |     |     |     |     |     | 0–3 | 0–1 | 0–1 |     |

## Najlepsi strzelcy
| Bramki | Strzelcy           | Drużyna          |
| ------ | ------------------ | ---------------- |
| 18     | Danilo Dončić      | Sliema Wanderers |
| 18     | Michael Galea      | Birkirkara       |
| 18     | Adrian Mifsud      | Hibernians       |
| 12     | Ndubisi Chukunyere | Hibernians       |
| 12     | Lucian Dronca      | Birkirkara       |
| 11     | Daniel Bogdanović  | Valletta         |
| 11     | Chris Oretan       | Valletta         |
| 11     | Stefan Sultana     | Ħamrun Spartans  |
| 11     | Johann Zammit      | Marsaxlokk       |
| 10     | Malcolm Tirchett   | Marsa            |

Źródło: 

## Stadiony
| Ta’ QaliCentenaryHibernians GroundVictor · Tedesco | Ta’ Qali         | Ta’ Qali          | Paola             | Marsa                  |
| Ta’ QaliCentenaryHibernians GroundVictor · Tedesco | Ta’ Qali Stadium | Centenary Stadium | Hibernians Ground | Victor Tedesco Stadium |
| Ta’ QaliCentenaryHibernians GroundVictor · Tedesco |                  |                   |                   |                        |

Źródło: 